# Miguel Cabello de Balboa
Miguel Cabello de Balboa (Archidona, Málaga, 1535 - Camata, Bolivia, 1608). Clérigo y cronista español, autor de la Miscelánea Antártica.

## Carrera militar
Sobrino nieto del descubridor del Mar del Sur, el capitán Vasco Núñez de Balboa. Siguió desde su primera juventud la carrera de las armas. Participó en las guerras de Francia y los Países Bajos, bajo las órdenes del príncipe Manuel Filiberto de Saboya y del Conde de Egmont y estuvo entre los vencedores de la batalla de Gravelinas sobre los ejércitos franceses del mariscal De Thermes (1558).

## Vida eclesiástica
De regreso a Málaga en 1560, ingresó a la orden agustina. Seducido por el deseo de catequizar a los infieles de otros mundos, pasó a las Indias (1566); en Bogotá dialogó largamente con el conquistador Gonzalo Jiménez de Quesada; en Quito (1574) inició "los primeros borradores" de una crónica general; fue solicitado para apaciguar la provincia de Esmeraldas, que hacía 25 años era centro de negros esclavos e indios alzados (1577), e investido como vicario de Ávila, en la gobernación de los Quijos (1578), se enfrentó a una rebelión de los indios. Solicitó entonces un beneficio de paz y tras presentarse en Lima al virrey Martín Enríquez, obtuvo el curato del pueblo de San Juan, en el valle de Ica (1580). Desde allí parece haber efectuado cortos viajes a diversas ciudades, para acopiar informaciones. Y leal a su vocación de misionero, pasó a Charcas; logró que se le nombrara cura de Camata, en el corregimiento de Larecaja, y desde allí empleose en la evangelización de los indios de Carabaya e inclusive hizo una entrada a los poblados de lecos y aguachiles, en tierras amazónicas. 

## Obras
Luego buscó el consuelo de las letras, y halló solaz en el trato con los humanistas y los poetas que alternaron en la Academia Antártica. Se conocen de su pluma los siguientes escritos:
- Verdadera descripción y relación de la provincia y tierra de las Esmeraldas (1581)
- Miscelánea Antártica (1586)
- La Volcánea (perdida)
- El militar elogio (perdido)
- La entrada de los Mojos (perdida)
- La comedia del Cuzco (perdida)
- La Vasquirana (perdida)